# Бель Паезе

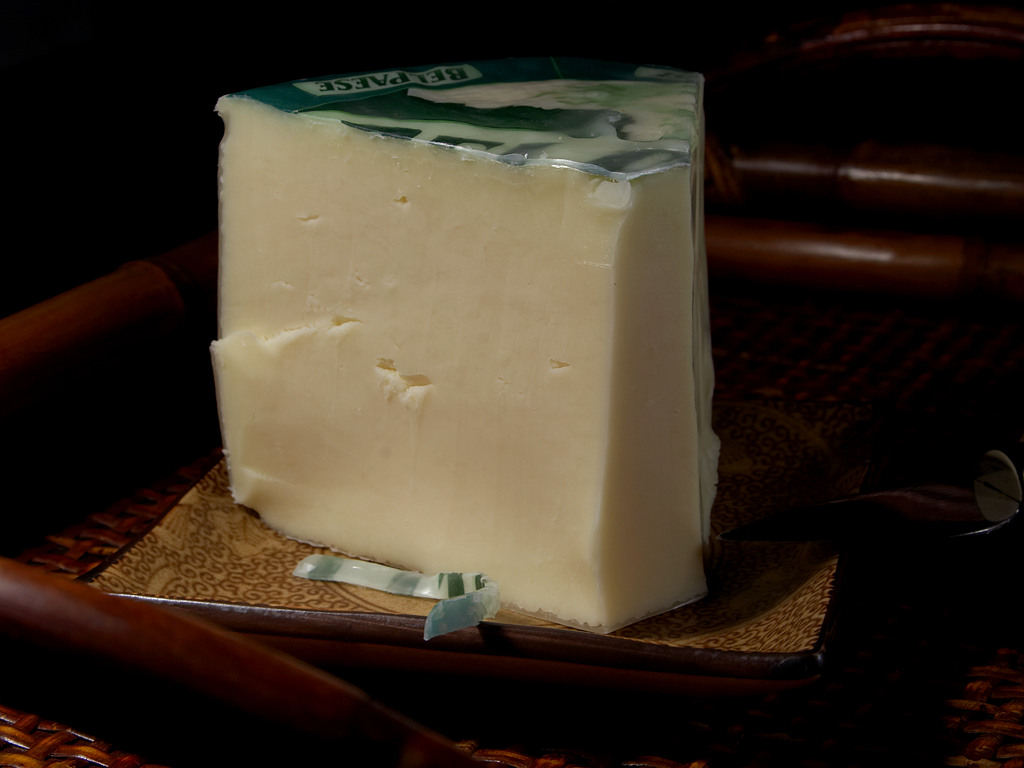
Бель Паезе

Бель Паезе (італ. Bel Paese) — італійський напівтвердий сир з молока корів. 

## Історія
Сир створений у 1906 році підприємцем Еджідіо Гальбані у місті Мельцо. Метою Гальбані було створити сир класу «люкс», який міг би конкурувати з вишуканими французькими сирами. Він отримав назву від однойменної книги італ. Il Bel Paese, виданої у 1886 році Антоніо Стоппані, в якій розповідається про мальовничу Італію. Офіційно назва закріплена в 1941 році за указом міністра.

## Географія
Бель Паезе здебільшого виробляється у Італії (концерн Galbani) — в Ломбардії, П’ємонті, Венето та в невеликих кількостях в інших регіонах. Також у США по ліцензії. На етикетці оригінального сиру зображена мапа Італії та зображення Антоніо Стоппані, на американському — мапа США.

## Технологія виробництва
Для виробництва використовується незбиране коров'яче молоко низької кислотності. Пастеризоване молоко інокулюють молочнокислими заквасками і при температурі 40–43 °C додають телячий сичуг. Сирна маса розбивається в три фази до розміру фундука. Після цього сир закладається у форми. Соління відбувається в розсолі. Витримка триває 20–40 діб.

## Характеристика сиру
Голови сиру мають циліндричну форму з плоскими гранями діаметром 15–20 см, бік прямий, висотою 7–8 см, вага близько 2 кг. Шкірка тонка, гладенька, досить еластична, світло-солом'яного кольору. Сирна маса компактна, досить жирна, еластична, білого кольору або кольору слонової кістки. Невелика кількість дірочок.

## Вживання
Бель Паезе вживають як самостійну страву. Він гарно поєднується з фруктами, такими як груші, інжир та яблука. Сир добре тане, тому його також часто використовують для піци або в запіканках.